# Pružanj
Pružanj (Servisch cyrillisch Пружањ) is een plaats in de Servische gemeente Tutin. De plaats telt 202 inwoners (2002).